# Talen in Israël

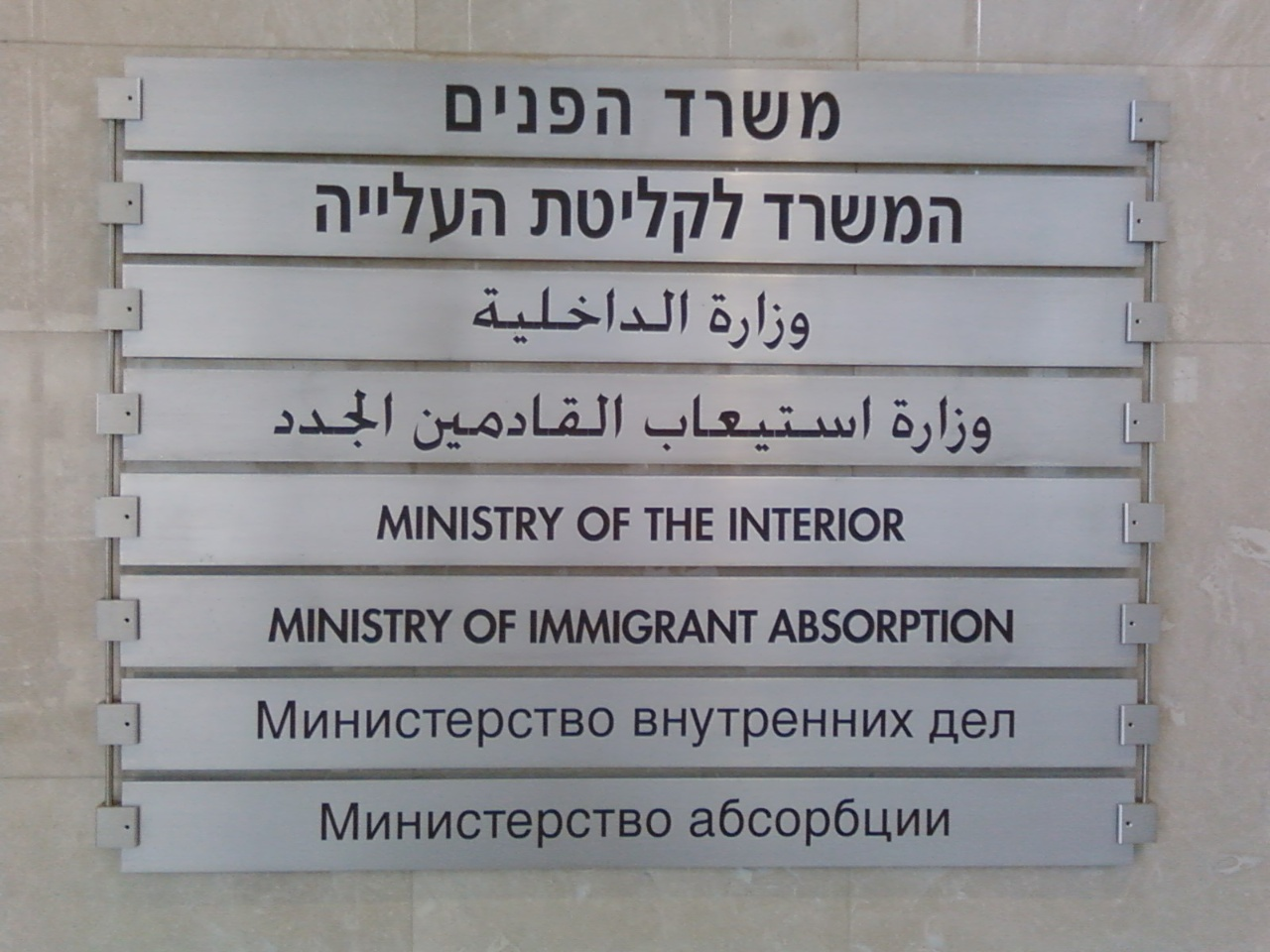
Meertalige aanduiding bij de Israëlisch ministeries van binnenlandse zaken en van het opnemen van immigranten

Bewegwijzering wordt gewoonlijk drietalig aangegeven

De bevolking van Israël is een cultureel diverse gemeenschap, waarin meerdere talen worden gesproken. Volgens de vijftiende editie van Ethnologue worden er 33 talen en dialecten gesproken. De meest voorkomende talen zijn modern Hebreeuws (ook wel Ivriet genoemd) en Arabisch. Modern Hebreeuws is een taal die ontstond in de negentiende eeuw en zich baseerde op klassiek Hebreeuws. Het is beïnvloed door andere talen (Aramees, talen van Joden in de diaspora zoals Slavische talen en Duits, en andere). Hebreeuws is de officiële taal van het land. Arabisch heeft sinds juli 2018 een speciale status binnen Israël, daarvoor was het een tweede officiële taal.
Volgens een onderzoek van het Israel Central Bureau of Statistics uit 2011 sprak van de Israëlische bevolking boven de 20 jaar 49% Hebreeuws als moedertaal, 18% Arabisch, 15% Russisch, 2% Jiddisch, 2% Engels, 1,6% Spaans en 10% andere talen (waaronder Roemeens, Duits en Amhaars, die geen optie waren om aan te duiden bij het onderzoek). Het onderzoek wees ook aan dat 90% van de Joden en 60% van de Palestijnen een goede kennis hebben van het Hebreeuws.

## Hebreeuws
In 1922 werd in het Mandaatgebied Palestina het Hebreeuws erkend als een officiële taal. Dit was een belangrijke verwezenlijking van de zionistische beweging, die ijverde om het Hebreeuws in te stellen als nationale taal voor alle Joden en het gebruik van 'Joodse' talen zoals het Jiddisch, niet aanmoedigde. 
De beweging om het Hebreeuws, dat voor de negentiende eeuw een dode taal was, te laten heropleven was populair bij de zionistische immigranten die naar Palestina gekomen waren in de jaren 1880. Eliëzer Ben-Jehoeda (geboren in het Russische keizerrijk) en zijn volgelingen richtten Hebreeuwse scholen op, gaven Hebreeuwse kranten uit en richtten andere taleninstituten op. Na de inspanningen van Ben-Jehoeda en vooral na de tweede alia (1905-1914) werd het Hebreeuws de enige officiële taal die gesproken werd door de Joodse gemeenschap in Palestina. Toen de staat Israël gevormd werd in 1948 zag de regering het Hebreeuws als de de facto officiële landstaal. Nieuwe immigranten werd opgelegd om Hebreeuws te leren en vaak om een Hebreeuwse achternaam aan te nemen. Het gebruik van Jiddisch, vóór de Tweede Wereldoorlog de belangrijkste rivaal van het Hebreeuws, werd ontmoedigd en het aantal sprekers daarvan stierf samen met de oudere generatie geleidelijk aan uit. Echter het Jiddisch wordt nog steeds gebruikt bij de charedische joden.
Het Hebreeuws is vandaag de dag de officiële taal in de regering, handel, Knesset, rechtbanken, scholen en universiteiten. Vanaf een bepaalde leeftijd is Hebreeuws ook een verplicht vak op Arabische scholen.

## Arabisch
Arabisch was naast het Hebreeuws tot juli 2018 de tweede officiële taal in Israël. Hier kwam echter verandering in nadat het Israëlische parlement de Joodse Natiestaat-wet aannam. Arabische dialecten worden voornamelijk gesproken door de Arabische Israëliërs en de Israëlische druzen alsook door Mizrachi-Joden en Jeminitische Joden, vooral de oudere generatie die vanuit Arabisch sprekende landen naar Israël emigreerden. Tot na de oprichting van de staat Israël spraken Palestijnen nauwelijks Hebreeuws, maar tegenwoordig spreken de Palestijnse ingezetenen van Israël, die een vijfde van de bevolking uitmaken, Hebreeuws als tweede taal. 
Lange tijd was de Israëlische regering terughoudend over het gebruik van Arabisch, maar na een wetswijziging in 2000 kwam hier verandering in. Wegwijzers, voedseletiketten en mededelingen van de regering werden nu ook in het Arabisch vertaald. In de Knesset was het altijd toegestaan Arabisch te spreken, maar de meesten Arabisch sprekende Israëli's maakten hier geen gebruik van. Arabisch wordt ook onderwezen op Hebreeuwse scholen.

## Andere
- Engels: Engels was in de beginjaren nog erg belangrijk in het land, maar heeft daarna aan waarde ingeboet. De jongere generatie is wel vaak behendig in het Engels.
- Russisch: Door massale emigratie uit de Sovjet-Unie en de opvolgende staten in de jaren zeventig, negentig en 2000 spreekt ongeveer 20% van de bevolking Russisch. Het is de meest gesproken niet-officiële taal van het land.
- Roemeens: Ongeveer 82.000 Roemenen van de eerste generatie en 126.000 van de tweede wonen in Israël. Er zijn geen precieze cijfers over hoeveel van hen nog Roemeens spreken.
- Jiddisch: de taal van de Asjkenazische joden. Het is een Germaanse taal met invloeden van het Hebreeuws. In de begindagen van Israël werd de taal overal verbannen maar de laatste jaren is de taal aan een culturele heropleving toe.
- Duits: wordt door ongeveer 100.000 Israëli's gesproken. Zowel ten tijde toen Palestina nog een Ottomaanse provincie was als in de begindagen van de staat Israël was het Duits een veel voorkomende taal. In 1950 was de krant Israel-Nachrichten de grootste krant van het land.
- Amhaars: gesproken door ongeveer 130.000 Ethiopische Joden. De meesten van hen kwam in een immigratiegolf in 1984 en 1991.
- Ladino: wordt gesproken door Sefardische Joden en is de derde meest gesproken joodse taal. Ladino is een variant van middeleeuws Spaans gemengd met Hebreeuws. Er worden maatregelen genomen om het Ladino te beschermen.
- Spaans: wordt gesproken door joden uit Argentinië en andere Spaanssprekende landen.

Afrika · België · China · Comoren · Duitsland · Europa · Frankrijk · India · Indonesië · Israël · Luxemburg · Madagaskar · Mayotte · Namibië · Nederland · Réunion · Rusland · Spanje · Suriname · Taiwan · Verenigde Staten · Zuid-Afrika · Zwitserland